# Werner Otto (ciclista)
Werner Otto (Dresden, 15 d'abril de 1948) és un ciclista alemany que va competir sota bandera de l'Alemanya de l'Est durant les dècades de 1960 i 1970. Es dedicà al ciclisme en pista. Durant la seva carrera esportiva va prendre part en dues edicions dels Jocs Olímpics d'Estiu. El 1968, a Ciutat de Mèxic, quedà elimina en quarts de final en la prova del tàndem, mentre el 1972 a Múnic, guanyà una medalla de plata en la prova de tàndem, al costat de Jürgen Geschke.

## Palmarès
- 1968
  -  Campió de la RDA de tàndem, amb Hans-Jürgen Geschke
- 1969
  -  Campió del món de tàndem, amb Hans-Jürgen Geschke
  -  Campió de la RDA de tàndem, amb Hans-Jürgen Geschke
- 1970
  -  Campió de la RDA de tàndem, amb Hans-Jürgen Geschke
- 1971
  -  Campió del món de tàndem, amb Hans-Jürgen Geschke
  -  Campió de la RDA de tàndem, amb Hans-Jürgen Geschke
- 1972
  -  Medalla de plata als Jocs Olímpics de Múnic en tàndem, junt a Hans-Jürgen Geschke